# 永鋼集團
江蘇永鋼集團有限公司，前稱為張家港永聯軋鋼廠，在1984年由南丰镇永联村委会成立，主要業務為生產鋼鐵產品，包括宽厚板、热轧卷板、高速线材、大盘卷线材、带肋钢筋等產品，其主要品牌為「联峰牌」。
而在2007年和2008年被江蘇沙鋼集團有限公司2次收購，也就是由國有企業轉民營企業開始，現任董事長及總經理為吴栋材。